# 诚正睑虎
诚正睑虎（学名：Goniurosaurus chengzheng）一种于中华人民共和国广西壮族自治区中部发现的爬行动物，隶属于有鳞目睑虎科洞穴睑虎属。发表时出于保护目的而未公开具体模式产地。种加词源自中国古代典籍《大学》中的概念，意为“心意真诚﹐思想端正”。